# Leioscyta nigra
Leioscyta nigra är en insektsart som beskrevs av Goding. Leioscyta nigra ingår i släktet Leioscyta och familjen hornstritar. Inga underarter finns listade i Catalogue of Life.